# 秋平村
秋平村（あきひらむら）は埼玉県の北西部、児玉郡に属していた村。当初は那珂郡所属であった。

## 地理
- 河川：小山川

## 歴史

### 村名の由来
旧村名の秋山、小平からの合成地名。

### 沿革
- 1889年（明治22年）4月1日 - 町村制の施行により、秋山村・小平村が合併して那珂郡秋平村が発足[1]。それぞれ秋平村の大字となる。
- 1896年（明治29年）3月29日 - 郡制の施行のため那珂郡が児玉郡に統合され、所属郡が児玉郡に変更。
- 1955年（昭和30年）3月20日 - 町村合併促進法により、児玉町・金屋村・本泉村と合併し、改めて児玉町が発足[2]。同日秋平村廃止。
- 2006年（平成18年）1月10日 - 児玉町が本庄市と合併し、改めて本庄市が発足。